# Сераковский, Кароль Юзеф
Ка́роль Ю́зеф Серако́вский (пол. Karol Józef Sierakowski; 1752, Брестское воеводство — 5 января 1820, Козенице) — польский военачальник. Выходец из рода Сераковских, герба Правдзиц. 

## Биография
Выпускник Варшавской рыцарской школы, в которой получал образование в 1766—1772 годах. В 1773 году был там знаменосцем, а в 1774 году капитаном с функцией подбригадиера, в 1783 году произведён в майоры; одновременно был профессором геометрии и архитектуры. С 14 октября 1789 года преподавал фортификацию в Школе Корпуса Коронных Инженеров. В том самым году произведён в полковники и остался командующим корпуса коронных инженеров, которым оставался до июня 1794 года.
В русско-польской войне 1792 года, награждён Крестом Virtuti Militari.
Во время восстания Костюшко командовал дивизией и корпусом, произведён в генерал-майоры, ранен под Мацеёвицами, попал в плен.
В Варшавском герцогстве генерал дивизии.
В 1812 году заместитель военного министра Юзефа Вельхорского. В 1815 году получил орден Белого Орла.
С 1815 года командующий корпусом артиллерии и инженерии, в 1818 году произведён в генерала артиллерии и сенатора-воеводы.
Похоронен на кальвинистском кладбище в Варшаве, в катакомбах.